# Have a Cigar
Singles de Pink Floyd
Money
/ Any Colour You Like
(1973) Shine On You Crazy Diamond, Part 1
(1975)
Pistes de Wish You Were Here
Welcome to the Machine Wish You Were Here
Have a Cigar est la troisième chanson sur l'album de 1975 de Pink Floyd, Wish You Were Here. Elle suit Welcome to the Machine et elle ouvre la Face B. Dans certains pays, la chanson est sortie en single. La chanson, écrite par Waters, est sa critique de la cupidité et du cynisme si répandus dans la gestion des groupes rock de cette époque.
Le chanteur folk britannique Roy Harper a chanté sur cette chanson. C'est l'un des trois seuls enregistrements de Pink Floyd avec un chanteur invité, les autres étant "The Great Gig in the Sky" avec Clare Torry sur The Dark Side of the Moon et le single "Hey Hey Rise Up" avec Andriy Khlyvnyuk.

## Composition et enregistrement
La musique et les paroles de la chanson ont été écrites par Roger Waters pour critiquer l'hypocrisie et la cupidité au sein de l'industrie musicale. Waters a souvent laissé entendre qu'il s'agissait d'une suite de Money avec les paroles représentant les demandes d'un responsable du disque après le succès fulgurant de The Dark Side of the Moon.
La chanson est plus directement orientée rock que le reste de l'album, et est la seule qui commence brusquement (les quatre autres se fondent ou se relèvent de la chanson précédente). Il commence par un riff agité joué à la guitare électrique et à la basse et est rempli de parties supplémentaires de guitare, de piano électrique et de synthétiseur pour créer une texture rock.
Have a Cigar se termine par un solo de guitare, qui est brusquement interrompu par un effet sonore de balayage de filtre de synthétiseur alors que le volume de la musique diminue à des niveaux de radio AM minuscules. Enfin, la chanson se termine par le son d'une radio qui est appelée hors station; cet effet est utilisé comme transition vers la piste titre, Wish You Were Here.
Le chant est interprété par Roy Harper. Waters et David Gilmour avaient chacun tenté de la chanter sur des prises séparées, ainsi que sur une version en duo (disponible sur les éditions 2011 Experience et Immersion de Wish You Were Here), mais ils n'étaient pas satisfaits des résultats. Harper enregistrait son album HQ au Studio 2 d'Abbey Road en même temps que Pink Floyd travaillait au Studio 3, et Roy Harper a proposé de chanter car Gilmour avait déjà fourni quelques prises de guitare pour la chanson The Game sur l'album de Roy.
Dans son livre Pigs Might Fly: The Inside Story of Pink Floyd, l'auteur Mark Blake raconte que Gilmour n'avait pas voulu chanter sur cette chanson car il ne partageait pas les opinions de Waters, telles qu'exprimées dans les paroles, sur la nature de l'industrie musicale. Et depuis, Waters a dit qu'il n'aimait pas la version de Harper, disant qu'il aurait aimé qu'elle émerge "plus vulnérable et moins cynique", ajoutant que la version de Harper était trop parodique tandis que Gilmour aimait la performance vocale de Harper et l'appelait la "version parfaite".

## Citations
"Beaucoup de gens pensent que je ne sais pas chanter, y compris moi un peu. Je ne sais pas très bien ce qu'est le chant. Je sais que j'ai du mal à présenter, et je sais que le son de ma voix n'est pas très bon en termes purement esthétiques, et Roy Harper enregistrait son propre album dans un autre studio EMI à l'époque, c'est un compagnon, et nous avons pensé il pourrait probablement y faire un travail".
- Roger Waters, octobre 1975, interviewé par Nick Sedgewick dans le recueil de chansons Wish You Were Here.
"Have a Cigar était un morceau complet sur lequel j'ai utilisé la guitare et les claviers à la fois. Il y a quelques guitares supplémentaires que j'ai doublées plus tard, mais j'ai fait les morceaux de guitare de base à un moment donné".
- David Gilmour, octobre 1975, interviewé par Gary Cooper dans le recueil de chansons Wish You Were Here. 
"Nous avions des gens qui nous disaient "Lequel est Pink ?" - "Which one's Pink?" et des trucs comme ça. Il y avait énormément de gens qui pensaient que Pink Floyd était le nom du chanteur et que c'était Pink et le groupe. C'est comme ça que tout est arrivé, c'était assez authentique".
- David Gilmour, décembre 1992, dans le studio avec Redbeard pour "Making of Shine On" et "Making of Wish You Were Here".

## Personnel
- David Gilmour : guitare rythmique et solo
- Roger Waters : basse
- Richard Wright : piano électrique Wurlitzer, synthétiseurs (Minimoog, ARP String Ensemble), clavinet, piano Steinway
- Nick Mason : batterie

## Personnel additionnel
- Roy Harper : chant

## Reprises
- Foo Fighters (accompagnés de Brian May) (reprise figurant dans la bande originale du film Mission impossible 2)
- Dream Theater (reprise partielle en live pendant la tournée Falling Into Infinity, inclus dans le titre Peruvian Skies)